# Isle of Ely
Isle of Ely je historický region ve východní Anglii. Má rozlohu 971 km². Leží v hrabství Cambridgeshire a jeho střediskem je město Ely, dalšími sídly jsou March, Chatteris a Wisbech.
Název oblasti znamená v překladu „ostrov úhořů“, protože ji tvoří vyvýšenina, která byla původně obklopena obtížně prostupnými slatiništi (oblast The Fens), vysušenými v sedmnáctém století. Sídlil zde anglosaský šlechtic Hereward bojující proti normanské invazi. Známým místním obyvatelem byl také Oliver Cromwell. Do roku 1837 oblast náležela biskupům z Ely a v letech 1889 až 1965 tvořila administrativní hrabství. Do roku 1983 bylo Isle of Ely volebním obvodem.